# Прапор Ісландії
Прапор Ісландії — полотнище з пропорціями 18:25 блакитного кольору, на якому зображено скандинавський хрест червоного кольору з білою облямівкою. Прапор прийнято 1944 року. Вперше прапор затверджено 1918 року, коли Ісландія домоглася часткового суверенітету від Данії.
Сам стяг відображає скандинавську традицію, яка йде від прапора Данії. Червоний колір хреста також нагадує про вплив Данії. Блакитний та білий кольори є традиційними кольорами Ісландії та пов'язується з кольорами ордену Срібного соколу.
Асоціація скаутів Ісландії вважається хранителем прапора країни та визначає правила поводження із ним.

## Конструкція прапора
|                     |
| Конструкція прапора |

## Цікаві факти
За законодавством Ісландії на національному прапорі не можна нічого писати чи малювати, а також прапор Ісландії не повинен торкатися землі. За правилами, прапор що доторкнувся до землі потрібно негайно спалити. Проте ці правила були порушені під час Євробачення 2017 учасницею, яка представляла на конкурсі Ісландію.